# Jonathan Top
Jonathan Top (n. Fort Worth, Texas, Estados Unidos, 26 de enero de 1993) es un futbolista estadounidense de ascendencia guatemalteco-mexicana que actualmente juega en Club Comunicaciones, de Guatemala. Es hijo de padre guatemalteco y madre mexicana. 

## Selección Juveniles
- Sub-20 de Estados Unidos, disputó 3 partidos.
- Sub-17 de Estados Unidos.
- Sub-18 de Estados Unidos.

## Clubes
| Club               | País           | Año             |
| ------------------ | -------------- | --------------- |
| FC Dallas          | Estados Unidos | 2011-2014       |
| Arizona United     | Estados Unidos | 2014-2015       |
| CSD Comunicaciones | Guatemala      | 2015-actualidad |

- Esta obra contiene una traducción  derivada de «Jonathan Top» de Wikipedia en inglés, publicada por sus editores bajo la Licencia de documentación libre de GNU y la Licencia Creative Commons Atribución-CompartirIgual 4.0 Internacional.

- Datos: Q6274624